# Martin Leßmann
Martin Leßmann (* 13. August 1957 in Dannenberg a. d. Elbe) ist ein deutscher Schauspieler, Regisseur und Autor.

## Leben
Nach dem Abitur studierte Leßmann Germanistik, Anglistik und Pädagogik in Marburg und Göttingen, sowie ab 1979 Schauspiel an der Hochschule für Musik und Theater in Hannover. Er schloss seine Ausbildung unter anderem mit einem externen Schauspiel-Diplom am Staatstheater Braunschweig ab und war anschließend am Theater Essen engagiert. Leßmann war als Schauspieler sowie als Regisseur an zahlreichen Bühnen unter anderem in München, Hildesheim, Hamburg und Kiel tätig. Seit Mitte der 1980er Jahre arbeitet er außerdem regelmäßig in Bremen, wo er neben der schauspielerischen Arbeit auch seine Tätigkeit als Spielleiter und Dramaturg intensivierte.
Leßmann hinterließ nach einem Puppenspiel-Casting im Studio Hamburg, sowie einem Lehrgang für Puppenspiel des Norddeutschen Rundfunk einen bleibenden Eindruck bei der Redaktion der Serie Hallo Spencer und spielte 1987 die Ganzkörperfigur Max in sieben Episoden der Serie, die im selben Jahr in der ARD erstausgestrahlt wurden. Nach dem Tod von Herbert Langemann im November 1987 wurde Leßmann schließlich als Puppenspieler von Kasimir im Sommer 1988 zu seinem Nachfolger und spielte die Figur bis zum Produktionsende von Hallo Spencer. Parallel trat er wiederholt als Gastdarsteller in der Sesamstraße auf und war zwischen 1990 und 1992 Casting-Leiter für Puppenspieler beim NDR. Er besetzte unter anderem Klaus Esch als Samson für die Sesamstraße und leitete gemeinsam mit Puppenbauer Kermit Love von der Jim Henson Company Workshops.
Von 1994 bis 1999 leitete er das Kinder- und Jugendtheater MOKS am Bremer Theater. Seit den 2000er Jahren arbeitet er als Künstler und Theatermacher in der freien Bremer Theaterszene und tritt regelmäßig in Produktionen des Bremer Kriminaltheaters bkt auf. Seine Eigenproduktion von Joop Admiraals Du bist meine Mutter feierte 2010 in Bremen Premiere und war seitdem in mehr als 80 Gastspielen in ganz Deutschland und in der Schweiz zu sehen. Es folgte 2018 die Eigenarbeit Ein Tag mit Herrn Jules nach Diane Broeckhoven, bei der Leßmann für Schauspiel, Textbearbeitung und Regie verantwortlich zeichnete und „mit allen Mitteln des Erzähltheaters und des einfühlsamen Schauspiels eine tragikomische Begegnung nach dem Tod, mitten im Leben“ zeigte.

## Filmografie (Auswahl)
- 1987–2001: Hallo Spencer
- 1989–1993: Sesamstraße
- 1993: Achtung: Streng geheim!
- 1994: Nicht von schlechten Eltern
- 1996: Spatz in der Hand
- 2000–2001: Die Rettungsflieger
- 2002: 18 Stunden
- 2004: Das Haus der Bremischen Bürgerschaft
- 2007: Nosferatin
- 2010: Das Puzzle[7]
- 2013: Auf Vermögen angelegt
- 2024: Hallo Spencer – Der Film[8]

## Werke (Auswahl)
Stücke
- Suppenkasper friss!, Theater Essen, Kinder- und Jugendtheater 1985
- Aengste Verwandte, Bühnen der Landeshauptstadt Kiel, Jugendtheater 1989
- Häwelmann. Die Reise zum Mehr mit Martin Östreicher, MOKS am Bremer Theater 1995
- Die Werkstatt der Schmetterlinge nach Gioconda Belli / Wolf Erlbruch, MOKS am Bremer Theater 1999
- Julius und Schluck, Staatstheater Braunschweig 2002
- Felix Glückskind. Der Teufel mit den drei goldenen Haaren, CompaniaT Bremen 2003[9]
- Ein Plätzchen für Lilli, CompaniaT Bremen 2006
- Vom Fischer und seiner Frau mit Herbert Lange, Puppentheater GrimmBim 2008
- Coleoptera. Die Klimakünstler, Freies Theaterprojekt Bremen 2009
- Ein Tag mit Herrn Jules nach Diane Broeckhoven, Freies Theaterprojekt Bremen 2018

### Gedichte
- ausgelassen, 2015[10]
- Calvin Klein, 2015[11]